# Јулијанска Нова година
Јулијанска Нова година (најчешће код Срба под називом Српска Нова година или Православна Нова година, а код осталих и Стара Нова година), празник је који се слави 14. јануара по грегоријанском календару сваке године. Тог датума је 1. јануар по јулијанском календару.
Иако није званична Нова година, она се слави у балканским земљама као што су Србија, Црна Гора, Босна и Херцеговина (Република Српска), Северна Македонија, православни делови Хрватске...
Такође се слави у Русији, Белорусији, Украјини, Јерменији, Молдавији, Грузији...
Занимљиво је и то да традиција обележавања Јулијанске Нове године постоји и у неким немачким кантонима у Швајцарској (као Alter Silvester), као и у неким деловима Галске заједнице у Шкотској (Единбуршки Am Bothan).

## Историја
По народним обичајима за нову годину Срби су се скупљали и играли народне игре. Током Османске владавине било је забрањено прослављање и поштовање српских традиција, у почетку новогодишња скупљања су била потајна да Османлије не би дознале али како је време пролазило из страха све мање су се одржавали тако да је временом престао овај обичај.
У Русији је до 1699. године коришћен византијски календар, с почетком године 1. септембра и бројањем година од Постања. Петар Велики је задржао јулијански календар а декретом је одредио 1. јануар као почетак године и то 1700. године, која се до тог тренутка рачунала као 7208. Петар у декрету каже:
"Његовом Величанству је познато да не само многе европске хришћанске земље, већ и многе словенске нације које су у потпуном сагласју са нашом православном црквом... броје године од... првог дана јануара...".
Према писању "Политике" из 1939, "календарска Нова година" је више слављена у центру Београда а православна је била "празник малог човека" на периферији.
У Краљевини Срба, Хрвата и Словенаца грегоријански "нови" календар је званично прихваћен Законом о изједначавању старог и новог календара од 10. јануара 1919. године објављеном у првом броју Службених новина Краљевства СХС. Овим Законом је предвиђено да у целој држави 15. јануара престаје да важи "стари" календар и почиње "нови". "Српска Нова година" раније се више дочекивала у сопственом дому, где се припремала свечана трпеза. Служила се врућа ракија, кувано вино и крофне.
Јавну прославу нове православне године организовала је прва београдска "Касина", а следећих година придружиле су се све престоничке кафане, локали и биоскопи.
На овај дан обележава се и Обрезање Исуса Христа и Свети Василије Велики. Срби празник посвећен обрезању Исуса Христа називају и Мали Божић, па се у многим крајевима на овај дан понављају неки обреди својствени празновању Христовог рођења. У неким крајевима се на тај дан спаљују остаци бадњака. Као што се за Божић меси погача чесница, за мали Божић се меси посебан обредни хлеб - "василица". Такође, верује се, да на овај дан у кућу треба унети неку нову ствар, купљену тог дана, како би кућа и укућани током целе године имали напретка.